# أوجاق الأزار
أوجاق الأزار (بالإنجليزية: Ojaq Alazar)‏ هي مستوطنة تقع في قسم اجارود المركزي الريفي (مقاطعة غرمي) في إيران. يقدر عدد سكانها بـ 77 نسمة بحسب إحصاء 2016.